# Craterosiphon devredii
Craterosiphon devredii är en tibastväxtart som beskrevs av André Georges Marie Walter Albert Robyns. Craterosiphon devredii ingår i släktet Craterosiphon och familjen tibastväxter. Inga underarter finns listade i Catalogue of Life.